# Chloé Graftiaux
Chloé Graftiaux (18 de juliol de 1987, Brussel·les, Bèlgica - 21 d'agost de 2010, Courmayeur, Itàlia) era una escaladora belga, guanyadora de diverses proves de la copa del Món, que morí als 23 anys al patir una caiguda a l'Agulla Negra de Peuterey, al Massís del Mont Blanc.
Durant la temporada 2010 de la Copa del Món d'Escalada, va guanyar l'or als esdeveniments de Vail (Estats Units) i Sheffield (Regne Unit), i va finalitzar tercer de la classificació general.
Va esdevenir campiona d'escalada diverses vegades. El gener de 2010 va guanyar la Copa del Món d'escalada en gel a la vall de Daone.
El 21 d'agost de 2010 va escalar l'Aiguille Noire de Peuterey amb la seva parella d'escalada, Nicolas. Durant el descens per la cara sud de la muntanya, una roca es va despendre. Ella no estava assegurada i va caure, fet que li provocà la mort.

## Galeria

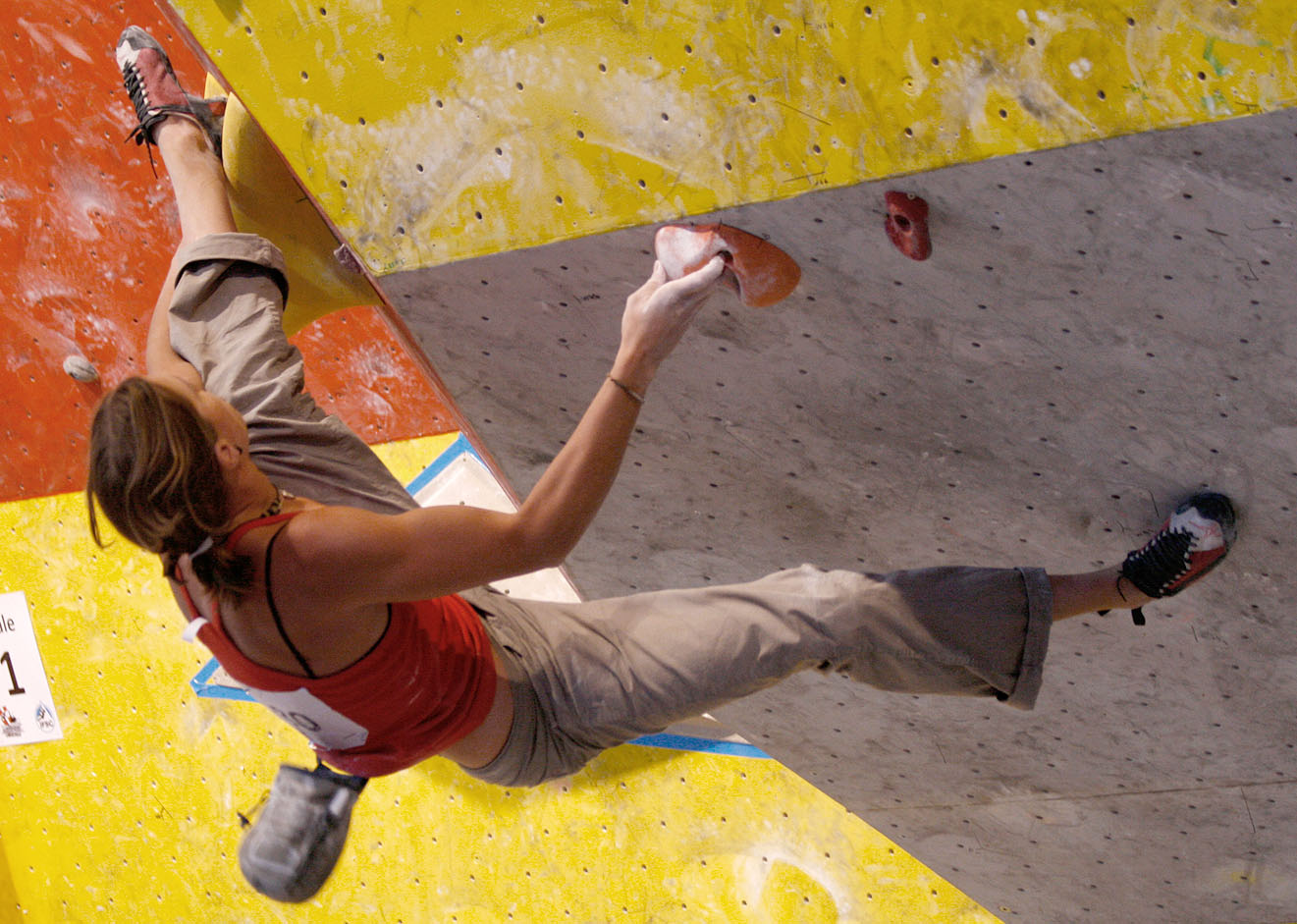
Graftiaux durant la copa del món d'escalada de 2010 a Viena.
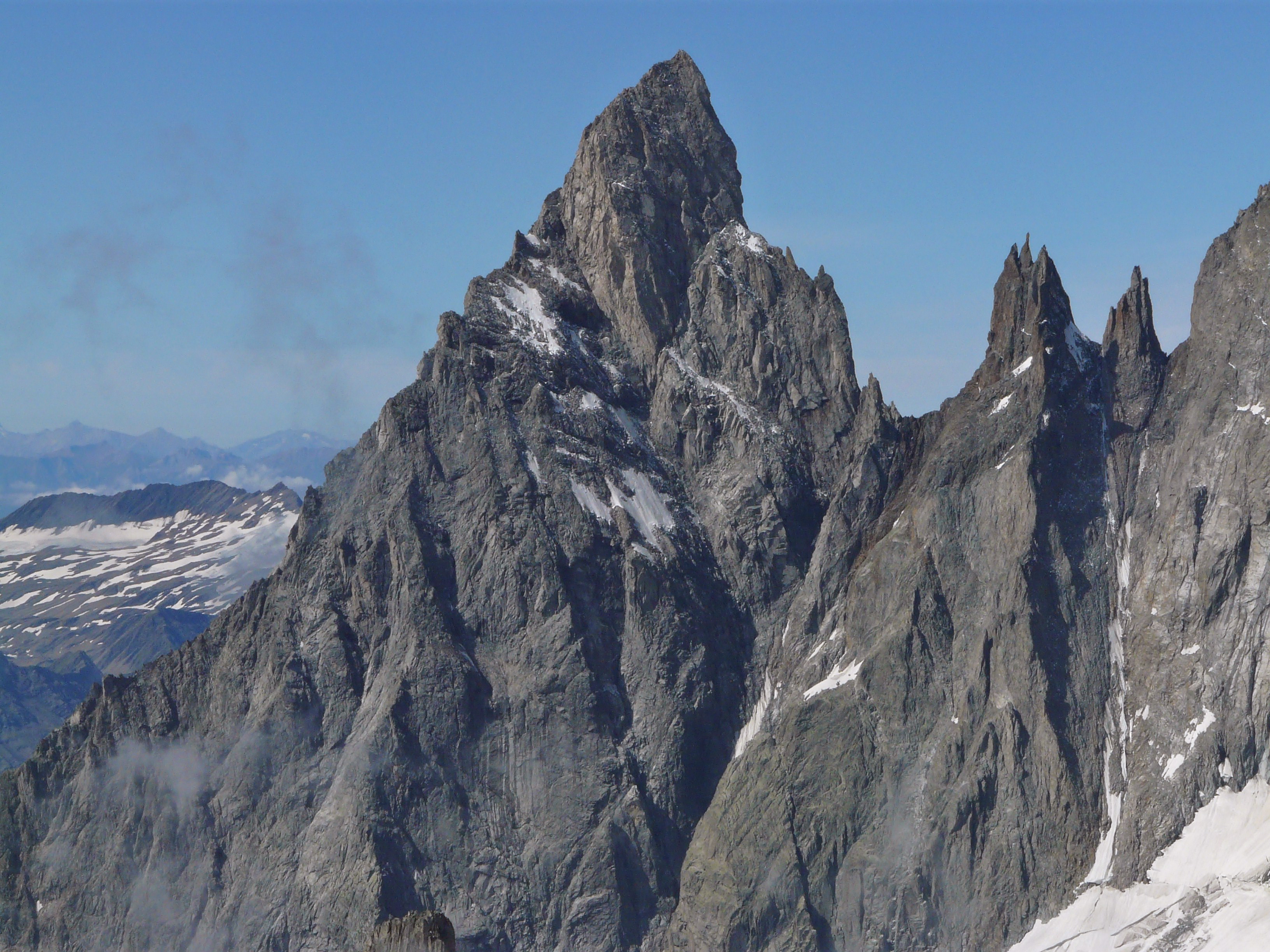
L'agulla negra de Peuterey i Les Dames Anglaises vistes des de la Punta Helbronner el juliol de 2009.